# Megalobulimus fragilion
Megalobulimus fragilion е вид коремоного от семейство Strophocheilidae. Видът е застрашен от изчезване.

## Разпространение
Разпространен е в Бразилия.